# Рахи (дем Катерини)
Вижте пояснителната страница за други значения на Рахи.
Рахи (на гръцки: Ράχη) е село в Северна Гърция, в дем Катерини, област Централна Македония. 

## География
Селото е разположено на 240 m надморска височина, на 15 km югозападно от град Катерини в западната част на Пиерийската равнина, близо до пътя за Тесалия.

## История
Селото е основано от гърци бежанци през 20-те години на XX век. За пръв път е регистрирано в преброяването от 1940 година. Населението традиционно произвежда тютюн и картофи и се занимава частично и със скотовъдство.
| Година    | 1913 | 1920 | 1928 | 1940 | 1951 | 1961 | 1971 | 1981 | 1991 | 2001 | 2011 | 2021 |
| --------- | ---- | ---- | ---- | ---- | ---- | ---- | ---- | ---- | ---- | ---- | ---- | ---- |
| Население |      |      |      | 287  | 287  | 419  | 489  | 513  | 483  | 523  | 423  | 371  |